# Maxime Dupé
Maxime Dupé (Malestroit, 4 de marzo de 1993) es un futbolista francés. Juega en la posición de guardameta y desde 2024 milita en el O. G. C. Niza de la Ligue 1. Ha representado a su selección en varias de sus categorías inferiores.

## Trayectoria

### Clubes
Dupé comenzó su carrera jugando en un club de Pleucadeuc, donde se hizo guardameta. Luego pasó dos años en las categorías inferiores del Vannes O. C. antes de unirse al F. C. Nantes. Tras buenas actuaciones a lo largo de la temporada con la división sub-19, firmó su primer contrato profesional con el club en junio de 2012, por tres años. El 15 de febrero de 2014, jugó su primer partido con el equipo, un empate sin goles contra el Olympique de Niza. En julio de 2017, extendió su contrato por tres años. En febrero de 2018 nació su hijo, Elio.

### Selección nacional
Con la selección selección francesa sub-20, Dupé se consagró campeón de la Copa Mundial de Fútbol Sub-20 de 2013. En mayo de 2014, fue convocado por el entrenador Willy Sagnol para jugar con el seleccionado sub-21.

#### Participaciones en Copas del Mundo
| Mundial                     | Sede    | Resultado |
| --------------------------- | ------- | --------- |
| Copa Mundial Sub-20 de 2013 | Turquía | Campeón   |

## Estadísticas
La siguiente tabla detalla los encuentros disputados y los goles marcados por Dupé en los clubes en los que ha militado.
| Club                 | Temporada           | Liga | Liga | Copas nacionales * | Copas nacionales * | Copas internacionales | Copas internacionales | Total | Total |
| Club                 | Temporada           | PJ   | G    | PJ                 | G                  | PJ                    | G                     | PJ    | G     |
| -------------------- | ------------------- | ---- | ---- | ------------------ | ------------------ | --------------------- | --------------------- | ----- | ----- |
| F. C. Nantes Francia | 2013-14             | 4    | -3   | 0                  | 0                  | 0                     | 0                     | 4     | -3    |
| F. C. Nantes Francia | 2014-15             | 6    | -5   | 3                  | -4                 | 0                     | 0                     | 9     | -9    |
| F. C. Nantes Francia | 2015-16             | 7    | -12  | 5                  | -9                 | 0                     | 0                     | 12    | -21   |
| F. C. Nantes Francia | 2016-17             | 16   | -20  | 4                  | -5                 | 0                     | 0                     | 20    | -25   |
| F. C. Nantes Francia | 2017-18             | 1    | -3   | 3                  | -7                 | 0                     | 0                     | 4     | -10   |
| F. C. Nantes Francia | 2018-19             | 0    | 0    | 1                  | 0                  | 0                     | 0                     | 1     | 0     |
| Total en su carrera  | Total en su carrera | 34   | -43  | 16                 | -25                | 0                     | 0                     | 50    | -68   |

- (*) Copa de la Liga de Francia y Copa de Francia.

## Palmarés

### Títulos nacionales
| Título          | Club           | País    | Año  |
| --------------- | -------------- | ------- | ---- |
| Copa de Francia | Toulouse F. C. | Francia | 2023 |

### Títulos internacionales
| Título         | Club (*)       | País    | Año  |
| -------------- | -------------- | ------- | ---- |
| Mundial Sub-20 | Francia sub-20 | Turquía | 2013 |

(*) Incluyendo la selección.